# Atsuko
Atsuko  è un nome proprio di persona giapponese femminile.

## Origine e diffusione
Come la maggioranza dei nomi giapponesi, Atsuko può essere formato con diverse combinazioni di due kanji; al primo posto possono esserci ad esempio 温 ("caldo"), 篤 ("vero", "sincero", "profondo") o 敦 ("onesto"), mentre al secondo posto si può trovare 子 ("bambino/a"); quest'ultimo è un kanji molto diffuso nei nomi giapponesi, e si ritrova ad esempio in Fujiko, Keiko, Yōko, Naoko, Tamiko, Akiko, Chiyoko, Aiko e Reiko.

## Onomastico
È un nome adespota, cioè privo di santo patrono; l'onomastico può essere festeggiato il 1º novembre, per la ricorrenza di Ognissanti.

## Persone

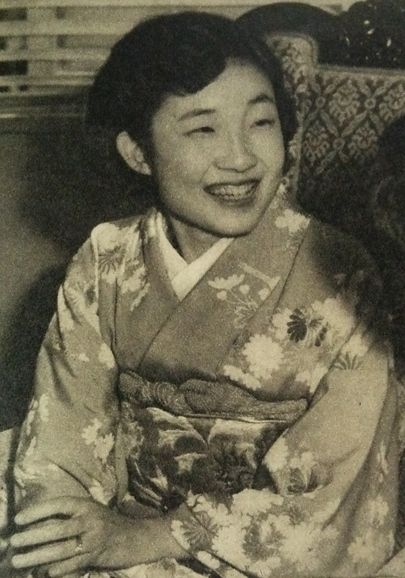
Atsuko Ikeda

- Atsuko Enomoto, doppiatrice giapponese
- Atsuko Ikeda, principessa e sacerdotessa giapponese
- Atsuko Inaba, attrice, cantante e ballerina giapponese
- Atsuko Ishizuka, animatrice e regista giapponese
- Atsuko Maeda, attrice, cantante e modella giapponese
- Atsuko Nakajima, animatrice e character designer giapponese
- Atsuko Tanaka, doppiatrice giapponese
- Atsuko Watanabe, cestista giapponese
- Atsuko Yamano, batterista e bassista giapponese